# 48P/Johnson
48P/Johnson è una cometa periodica appartenente alla famiglia delle comete gioviane. La cometa è stata scoperta dall'astronomo sudafricano Ernest Leonard Johnson il 15 agosto 1949.
Si stima che il nucleo abbia un diametro di 5,74 km.